# 桑井亜乃
桑井 亜乃（くわい あの、1989年10月20日 - ）は、ラグビーユニオンの日本人レフェリー。元日本代表選手で、15人制女子日本代表キャップ数は1、セブンズ女子日本代表キャップ数は32。

## プロフィール
- 北海道幕別町出身。
- 身長 171cm、体重 67kg
- ポジションはロック(LO)[1]。
- ニックネームはANO。
- 日本舞踊の経験者[2]。

## 来歴
2008年、帯広農業高校卒業後、中京大学に入学する。なお帯広農業高校時代、円盤投をやっていて国体で入賞を果たした。
推薦で中京大学へ進学し、陸上の投てき種目の選手として先輩にあたる室伏広治とともに練習していた。
2012年、中京大学卒業後ラグビーに進むことを決意していったんラグビーに理解のある会社に就職したが、日本代表候補に入ったのを機に立正大学大学院へ進学。Rugirl-7に加入しラグビーを始めた。
2013年3月22日、香港女子セブンズ2013に出場し7人制女子日本代表として初キャップを得る。ARUKAS QUEEN KUMAGAYAに加入。
2014年、アジア大会の7人制女子日本代表に選出され、銀メダル獲得に貢献。
2015年、八木橋百貨店に入社。
2016年、リオデジャネイロオリンピックの7人制女子日本代表に選ばれた。
2016年12月13日、W杯アジア予選のフィジー戦で15人制ラグビー女子日本代表として出場。
2021年8月31日、現役を引退した。レフェリーをめざすことを表明し、八木橋百貨店を退職。
2023年、ワールドラグビー国際大会のマッチオフィシャルを担当。セブンズシリーズ2023女子香港大会、セブンズチャレンジャーシリーズ2023南アフリカ大会、女子15人制世界大会WXV3（ドバイで開催）の審判を務めた。
2024年、パリオリンピックにおけるマッチオフィシャルに選出された。選手（2016年）、レフェリー両方でのオリンピック出場は世界初。